# 18e Legerkorps (Wehrmacht)
Het Duitse 18e Legerkorps (Duits: Generalkommando XVIII. Armeekorps) was een Duits legerkorps van de Wehrmacht tijdens de Tweede Wereldoorlog. Het korps kwam alleen in Polen in 1939 en in de veldtocht in het westen in 1940. 

## Krijgsgeschiedenis

### Oprichting
Het 18e Legerkorps werd opgericht op 1 april 1938 in Salzburg in Wehrkreis XVIII, na de Anschluss van Oostenrijk.

### 1938/39
Het korps maakt deel uit van de troepen die Sudetenland en de rest van Tsjechië binnenrukten.

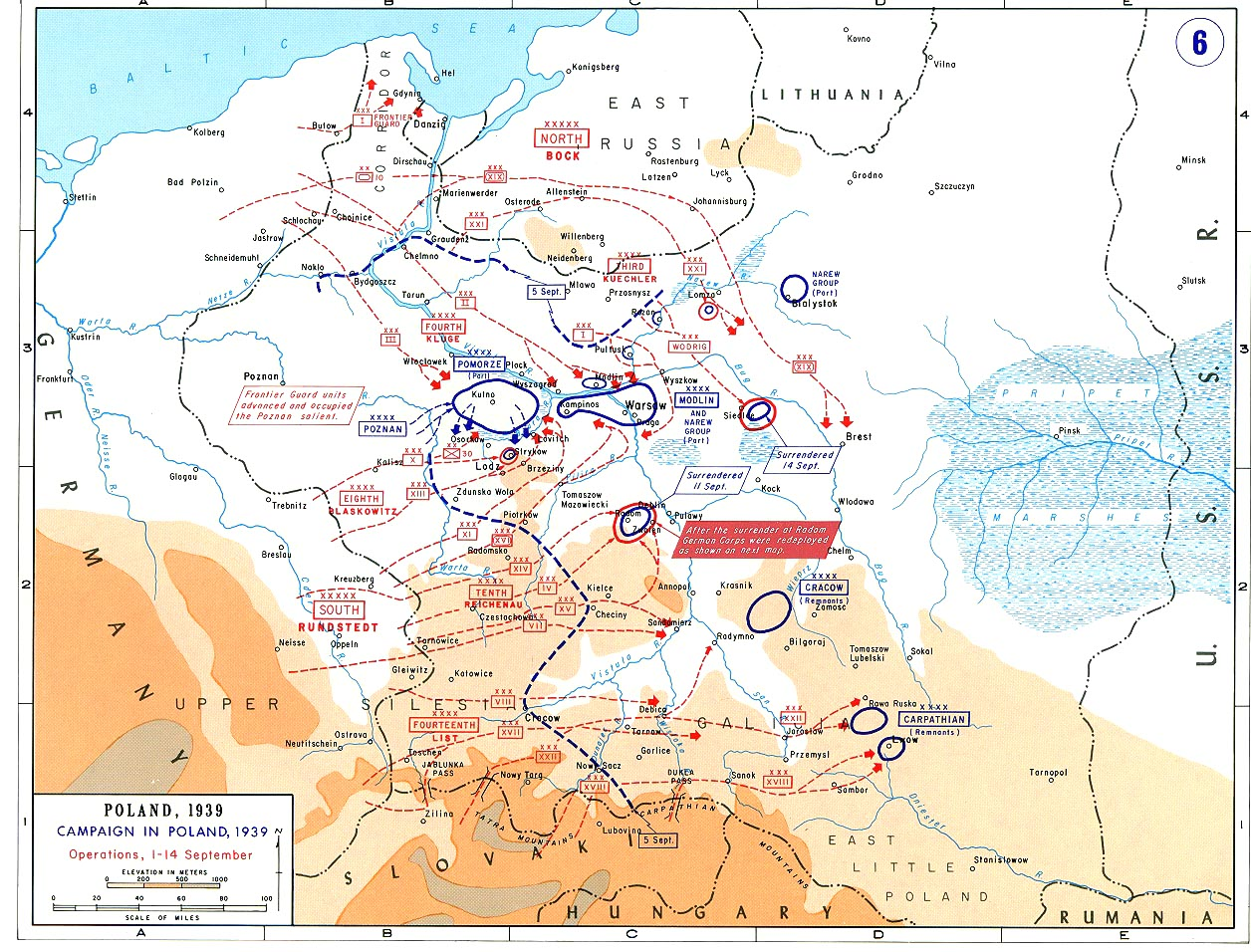
Poolse veldtocht

Tijdens de inval in Polen in 1939 (Fall Weiss) beschikte het korps over de 3e Bergdivisie, de 2e Pantserdivisie en de 4e Lichte Divisie. Het korps rukte op vanaf de Slovaakse grens bij Trstená en bereikte tegen de avond van 2 september de lijn Nowy Targ- Rabka Zdrój-Jordanów. Daarna gaf het korps zijn eenheden af en verplaatste verder naar het oosten. Hier nam het bevel op over de 1e en 2e Bergdivisies en ging in de aanval. Op 6 september werd de Dunajec in Nowy Sącz overschreden, op 9 september viel Sambor en tussen Jasło en Krosno werd de oversteek over de San uitgevoerd. De stad Lviv , werd op 12 september aangevallen en capituleerde op 21 september. In oktober 1939 werd het korps naar het westen overgebracht, en werd daar onderdeel van het 12e Leger in  de Eifel.

### 1940
Tijdens de eerste fase van Fall Gelb beschikte het korps, als onderdeel van het 12e Leger, over de 5e, 21e en 25e Infanteriedivisies en de 1e Bergdivisie. Het korps trok via Sankt Vith naar Laon, waar het rond 20 mei aankwam en vervolgens de zuidelijke flankdekking overnam. Tijdens de tweede fase van de veldtocht (Fall Rot), rukte het korps (als onderdeel van het 9e Leger) vanuit Laon vanaf 5 juni op naar het zuiden via Chemin des Dames, de Marne (13 juni), de Loire (18 juni) richting Bourges. Op 25 juni werd de demarcatielijn bereikt. Na afloop van de veldtocht werd het korps weer onder bevel gebracht van het 12e Leger en begin juli 1940 naar Malbuisson verplaatst. Op 30 oktober werden de logistieke troepen en “Heeres”-troepen afgegeven aan het zich (opnieuw) vormende 49e Bergkorps. Op 1 november werd de staf in de Heimat verplaatst.

Het 18e Legerkorps werd op 1 november 1940 omgevormd in het 18e Bergkorps in Wehrkreis VII.

## Bovenliggende bevelslagen
| Leger              | Legergroep         | Plaats/regio   | Begin              | Eind               |
| ------------------ | ------------------ | -------------- | ------------------ | ------------------ |
| 14. Armee          | Heeresgruppe Süd   | Galicië, Lviv  | 1 september 1939   | begin oktober 1939 |
| direct onder bevel | Grenzabschnitt Süd | Polen          | begin oktober 1939 | 21 oktober 1939    |
| 12. Armee          | Heeresgruppe A     | Eifel, Aisne   | 21 oktober 1939    | 1 juni 1940        |
| 9. Armee           | Heeresgruppe B     | Aisne          | 1 juni 1940        | 15 juni 1940       |
| 9. Armee           | Heeresgruppe A     | Frankrijk      | 15 juni 1940       | 5 juli 1940        |
| 12. Armee          | Heeresgruppe C     | Frankrijk      | 5 juli 1940        | 12 september 1940  |
| 1. Armee           | Heeresgruppe C     | Oost-Frankrijk | 12 september 1940  | 1 november 1940    |

## Commandanten
| Rang                                                                           | Naam                     | Begin        | Eind            |
| ------------------------------------------------------------------------------ | ------------------------ | ------------ | --------------- |
| General der Infanterie                                                         | Eugen Beyer              | 1 april 1938 | 5 juni 1940     |
| Generalleutnant General der Artillerie (met terugwerkende kracht vanaf 1 juni) | Hermann Ritter von Speck | 5 juni 1940  | 15 juni 1940    |
| General der Gebirgstruppe                                                      | Franz Böhme              | 15 juni 1940 | 1 november 1940 |

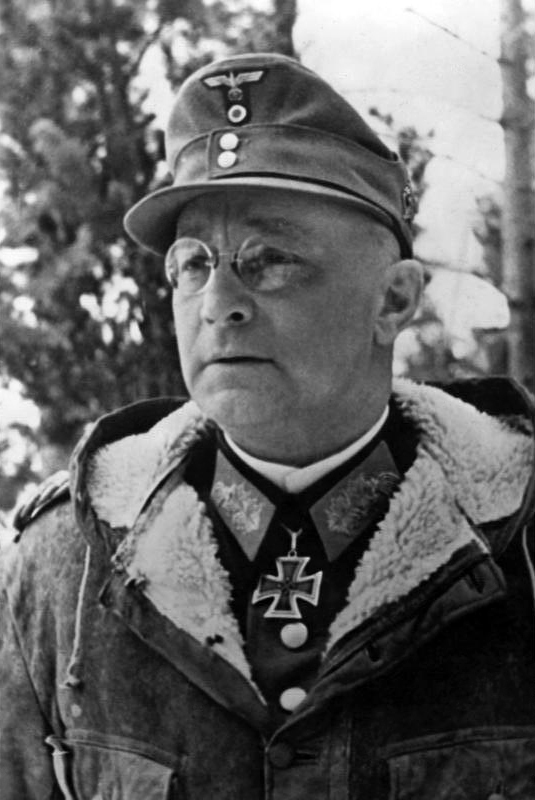
General Franz Böhme

General Beyer gaf in juni zijn commando af wegens gezondheidsredenen en stierf op 25 juli 1940 in Salzburg
Generalleutnant von Speck had daarna tijdelijk het bevel: “m.st.F.b.”. Hij werd echter al op 15 juni gedood door Frans mitrailleurvuur bij een verkenning bij de brug van Pont-sur-Yonne. Hij was de eerste Duitse generaal die in de Tweede Wereldoorlog omkwam.